# 大開出入口
大開出入口（おおひらきでいりぐち）は、大阪府大阪市福島区の阪神高速道路2号淀川左岸線の出入口。北港JCT方面のみ接続するハーフICである。

## 周辺
- 西九条駅 （JR大阪環状線・ゆめ咲線、阪神電鉄阪神なんば線）
- 千鳥橋駅 （阪神電鉄阪神なんば線）
- 宝泉寺
- 西光寺
- 安楽寺
- 慶善寺
- 浄泉寺
- 西證寺
- 浄宗寺
- 浄興寺
- 照流寺

## 隣
阪神高速2号淀川左岸線
(2-04)正蓮寺川出入口 - (2-05)大開出入口  - 海老江JCT